# District de Qixingguan
Le district de Qixingguan (七星关区 ; pinyin : Qīxīngguān Qū ; signifiant « col des sept étoiles ») est une subdivision de la province du Guizhou en Chine. C'est le chef-lieu de la ville-préfecture de Bijie.
Jusqu'en 2011, le district de Qixingguan était une ville-district appelée Bijie (毕节 ; pinyin : Bìjié), chef-lieu de la préfecture de Bijie, devenue la ville-préfecture de Bijie.

## Climat
Les températures moyennes de Qixingguan vont de +3,4 °C pour le mois le plus froid à +22,4 °C pour le mois le plus chaud, avec une moyenne annuelle de +13,6 °C, et la pluviométrie y est de 968,1 mm (chiffres arrêtés en 1990).

## Démographie
La population du district était de 1 160 815 habitants en 1999.